# Пшечно (Західнопоморське воєводство)
Пшечно (пол. Przeczno, нім. Hagelfelde) — село в Польщі, у гміні Бежвник Хощенського повіту Західнопоморського воєводства.
Населення — 100 осіб (2011).
У 1975-1998 роках село належало до Гожовського воєводства.

## Демографія
Демографічна структура станом на 31 березня 2011 року:
|          | Загалом | Допрацездатний вік | Працездатний вік | Постпрацездатний вік |
| -------- | ------- | ------------------ | ---------------- | -------------------- |
| Чоловіки | 54      | 14                 | 33               | 7                    |
| Жінки    | 46      | 9                  | 25               | 12                   |
| Разом    | 100     | 23                 | 58               | 19                   |